# 제2기 브란트 내각
제2기 브란트 내각(독일어: Kabinett Brandt II)은 1972년 12월 15일에 개시하여 1974년 5월 16일에 종료되었다. 이 내각에서는 독일 사회민주당과 자유민주당이 이전 내각처럼 연정을 맺었다.

## 인사
| 직책 | 직책            | 성명 | 성명              | 소속   | 재임 기간                                    |
| ---- | --------------- | ---- | ----------------- | ------ | -------------------------------------------- |
|      | 총리            |      | 빌리 브란트       | 사민당 | 1972년 12월 15일 - 1974년 5월 7일            |
|      | 총리            |      | 발터 셸           | 자민당 | 1974년 5월 7일 - 1972년 5월 16일 (총리 대행) |
|      | 부총리 외무장관 |      | 발터 셸           | 자민당 | 1972년 12월 15일 - 1974년 5월 16일           |
|      | 내무장관        |      | 한스디트리히 겐셔 | 자민당 | 1972년 12월 15일 - 1974년 5월 16일           |
|      | 법무장관        |      | 게르하르트 얀     | 사민당 | 1972년 12월 15일 - 1974년 5월 16일           |
|      | 재무장관        |      | 헬무트 슈미트     | 사민당 | 1972년 12월 15일 - 1974년 5월 16일           |

## 같이 보기
- 독일 연방내각